# TIROS-1

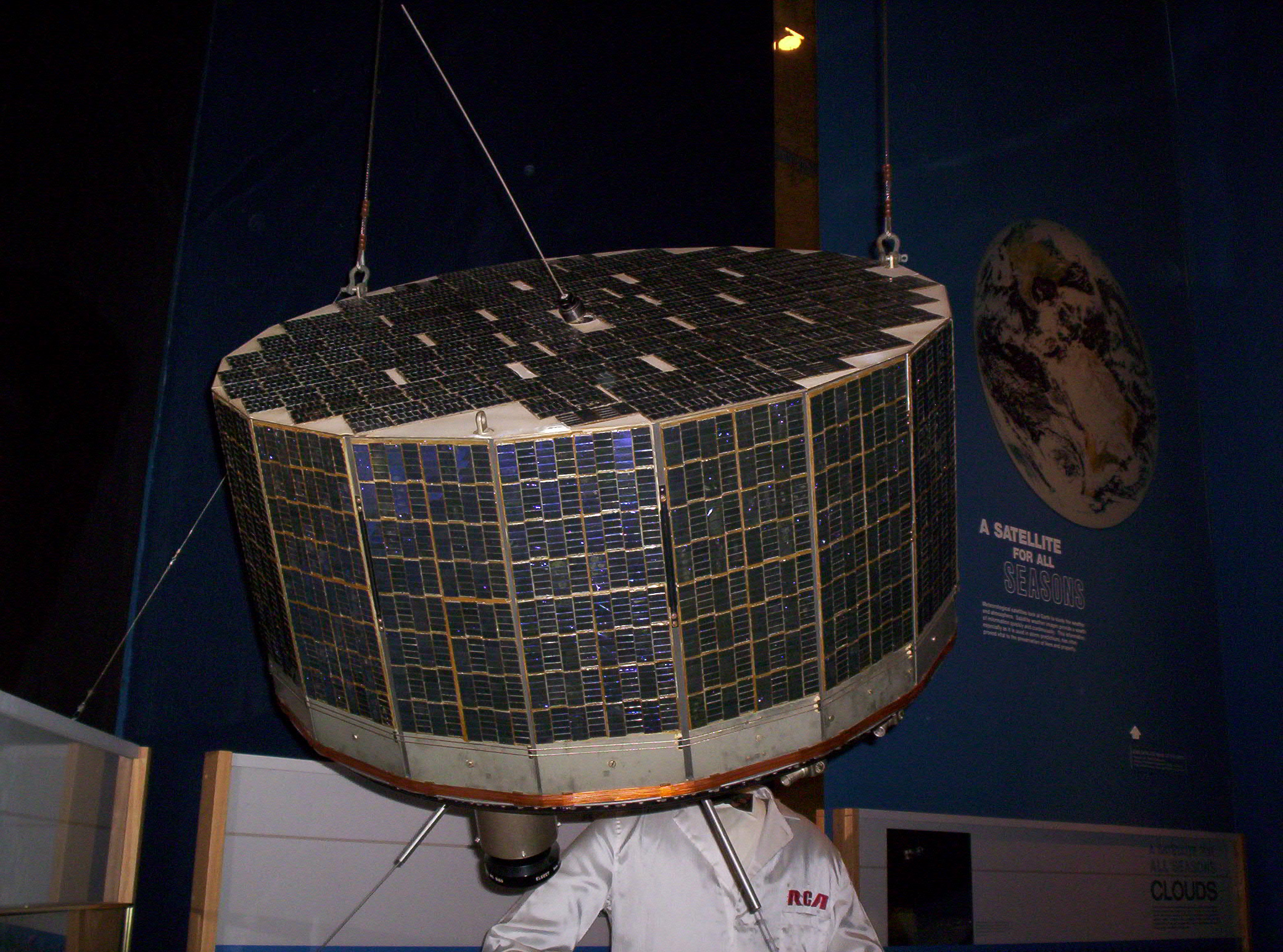
TIROS-1 en el "Museo Nacional del Aire y del Espacio.

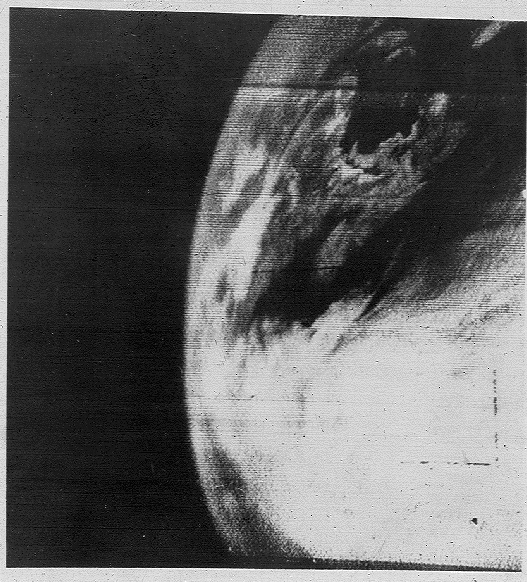
Primera imagen de TV de la Tierra vista desde el espacio.

TIROS-1 (o TIROS-I) fue el segundo satélite meteorológico puesto en órbita, y el primer satélite meteorológico exitoso de una serie de satélites TIROS. 
Fue diseñado para probar técnicas de captura de imágenes de patrones meteorológicos de la Tierra desde su órbita.
Fue lanzado el 1 de abril de 1960 desde Cabo Cañaveral, Florida, EE. UU.. Aunque operacional por solo 78 días, fue mucho más exitoso que el Vanguard 2, en demostrar que los satélites eran útiles en la investigación de condiciones atmosféricas desde el espacio.
Portaba dos cámaras de televisión de 120 kg, con dos grabadoras de cinta magnética, para almacenar fotografías cuando el satélite quedaba incomunicado. La energía eléctrica era suministrada por un conjunto de baterías, cargadas por 9200 paneles fotovoltaicos.
NSSDC ID: 1960-002B
- Datos: Q646764
- Multimedia: TIROS 1 / Q646764